# Erlangers fiskaal
De Erlangers fiskaal ( Laniarius nigerrimus) is een zangvogel uit de familie Malaconotidae (bosklauwieren). De Nederlandse naam verwijst naar de Duitse ornitholoog Carlo von Erlanger (1872-1904) omdat de wetenschappelijke naam van deze vogel eerder Laniarius erlangeri was, wat nu als een junior synoniem wordt beschouwd.

## Taxonomie
Deze soort werd lang beschouwd als een ondersoort van de Ethiopische fiskaal (L. aethiopicus). Uit DNA-onderzoek blijkt echter dat deze soort eerder verwant is aan de roodkruinfiskaal (L. ruficeps).

## Kenmerken
Erlangers fiskaal bereikt een lichaamslengte van 20 tot 25 cm. Bij volwassenen is het verenkleed glanzend blauwzwart, met uitzondering van witte vlekken op de romp die zichtbaar zijn wanneer de vleugels gespreid zijn en de staartveren rechtop staan. De onderkant is wit met een donkerbruine of roze tint op de borst en flanken. De snavel is zwart, de ogen zijn donker roodbruin. De poten zijn blauwachtig leikleurig. De juvenielen zijn vergelijkbaar, maar doffer, met een grijsbruine snavel, het bovenoppervlak gevlekt met geelachtige oker tot geelbruine verenpunten en de flanken zijn donkerbruin gestreept.

## Leefgebied
Habitats die door Erlangers fiskaal worden bewoond, omvatten de bovenste lagen van hoog struikgewas, rivierbegroeiing, kreupelhout en bosjes, inclusief dicht struikgewas en doornstruiken, gedomineerd door Vachellia nilotica, smalle oeverbossen en verspreide Cadaba-mirabilisstruiken op een zeer schaarse kruidenlaag, struiken waarvan de paraplu-vormige luifel tot aan de grond reikt, en lage bomen bedekt met pompoenen, peulvruchten en composieten. Erlangers fiskaal komt alleen voor in de laaglanden.

## Voedingsgedrag
Het dieet bestaat waarschijnlijk voornamelijk uit insecten. Erlangers fiskaal komt meestal voor in paren en lijkt veel minder schuw en gereserveerd dan Cassins fiskaal (Laniarius sublacteus). Het nog onvoldoende beschreven foerageergedrag verschilt waarschijnlijk van de laatstgenoemde soort, doordat Erlangers fiskaal veel minder beperkt is tot dichte dekking. Vermoedelijk krijgt hij zijn voedsel door takken, bladeren, stengels en grondafval te verzamelen. Een gevangen exemplaar van Erlangers fiskaal verorberde krekels (Orthoptera), kakkerlakken (Blattodea), gekko's (Gekkonidae) en andere hagedissen. Als hij een hagedis in de volière ving, droeg hij hem in zijn snavel naar een gebroken horizontale tak met stekelige houtsplinters en sloeg de prooi herhaaldelijk tegen de stekels totdat hij aan stukken scheurde. Wanneer hij wordt losgelaten, foerageert hij in of onder dichte, warrige vegetatie, waarbij hij zijn prooi op de grond of in zeer lage takken diep in acaciastruiken vangt, waar hij meer als een lijster over de grond huppelt en twijgen en bladafval omkeert. Elke dag dezelfde voerroute volgend, zou hij een uur of twee in de ene acaciastruik doorbrengen voordat hij een korte vlucht naar een andere maakte.

## Zang
De zang wordt weergegeven vanaf een open zitplaats en bestaat uit een regelmatig herhaalde luide fluittoon die klinkt als gweeh!...gweeh!..., wee-ooo, of sterker tweelettergrepig gu-wUh!...gu-wUh!... Vrouwtjes voegen zich bij de mannetjes in een duet en bieden een keelzachte churr die bijna gelijktijdig begint met de wee-ooo-oproep van het mannetje en iets langer duurt. De showvlucht met diepe vleugelslagen, volledig uitgewaaierde staart en opstaande mantelveren doet denken aan een vergelijkbare vlucht van de zwarte fiskaal (L. leucorhynchus). Andere vocalisaties zijn onder meer een luide dubbele weerk-weerk die iets meer dan een seconde duurt en iets langere pauzes bevat tussen notenparen, een elektrisch klinkende, raspende kreh-reh-reh-reh-reh en een keelachtige jhi-jhi-jhi-jhi-jhi met vier tonen, die iets meer dan een seconde duren, met een pauze van ongeveer een seconde tussen elke oproep.

## Verspreiding en leefgebied
Deze soort komt voor in zuidelijk Somalië en oostelijk Kenia. De vogel komt voor in de strook langs de kust in gebieden met dicht, doornig struikgewas en bosjes waarin de boomsoort  Acacia nilotica domineert.

## Status
De IUCN classificeert Erlangers fiskaal als minst zorgwekkend. De vogel komt voor in een groot deel van zijn enigszins beperkte bereik en lijkt zeldzaam te zijn in sommige gebieden, maar gebruikelijk in andere. Een potentiële bedreiging is de toeristische en residentiële ontwikkeling aan de strandpromenade en het daarmee gepaard gaande verlies van dichte bosbedekking die rijk is aan insecten. Het wijdverbreide gebruik van illegale houtskool om militaire conflicten in Somalië te financieren, betekent dat de soort daar kan worden bedreigd door verlies van leefgebied. In Kenia is Manda I de locatie voor de bouw van een nieuwe commerciële haven. Er is geschikt leefgebied voor de soort op Manda Island. Dit eiland is grotendeels onbeschermd, maar er zijn voorstellen om dit gebied aan te wijzen als natuurgebied.